# Leia opima
Leia opima är en tvåvingeart som först beskrevs av Friedrich Hermann Loew 1870.  Leia opima ingår i släktet Leia och familjen svampmyggor. Inga underarter finns listade i Catalogue of Life.